# Herkebeek
Herkebeek är ett vattendrag i Belgien.   Det ligger i provinsen Limburg och regionen Flandern, i den centrala delen av landet, 70 km öster om huvudstaden Bryssel.
Trakten runt Herkebeek består till största delen av jordbruksmark. Runt Herkebeek är det ganska tätbefolkat, med 166 invånare per kvadratkilometer.